# Kungrad
Kungrad es una localidad uzbeka de la república autónoma de Karakalpakistán.

## Toponimia
El lugar puede encontrarse citado con los nombres Qongirot y Kungrad.

## Geografía
Está ubicada en el antiguo delta del río Amu Daria, al sur del mar de Aral y a una altitud de unos 80 m sobre el nivel del mar.

## Historia
A comienzos del XX, la ciudad, perteneciente al Imperio ruso,  era el centro de rutas de caravanas que se dirigían al mar Caspio y a la provincia de Uralsk.